# Friedhof Valduna

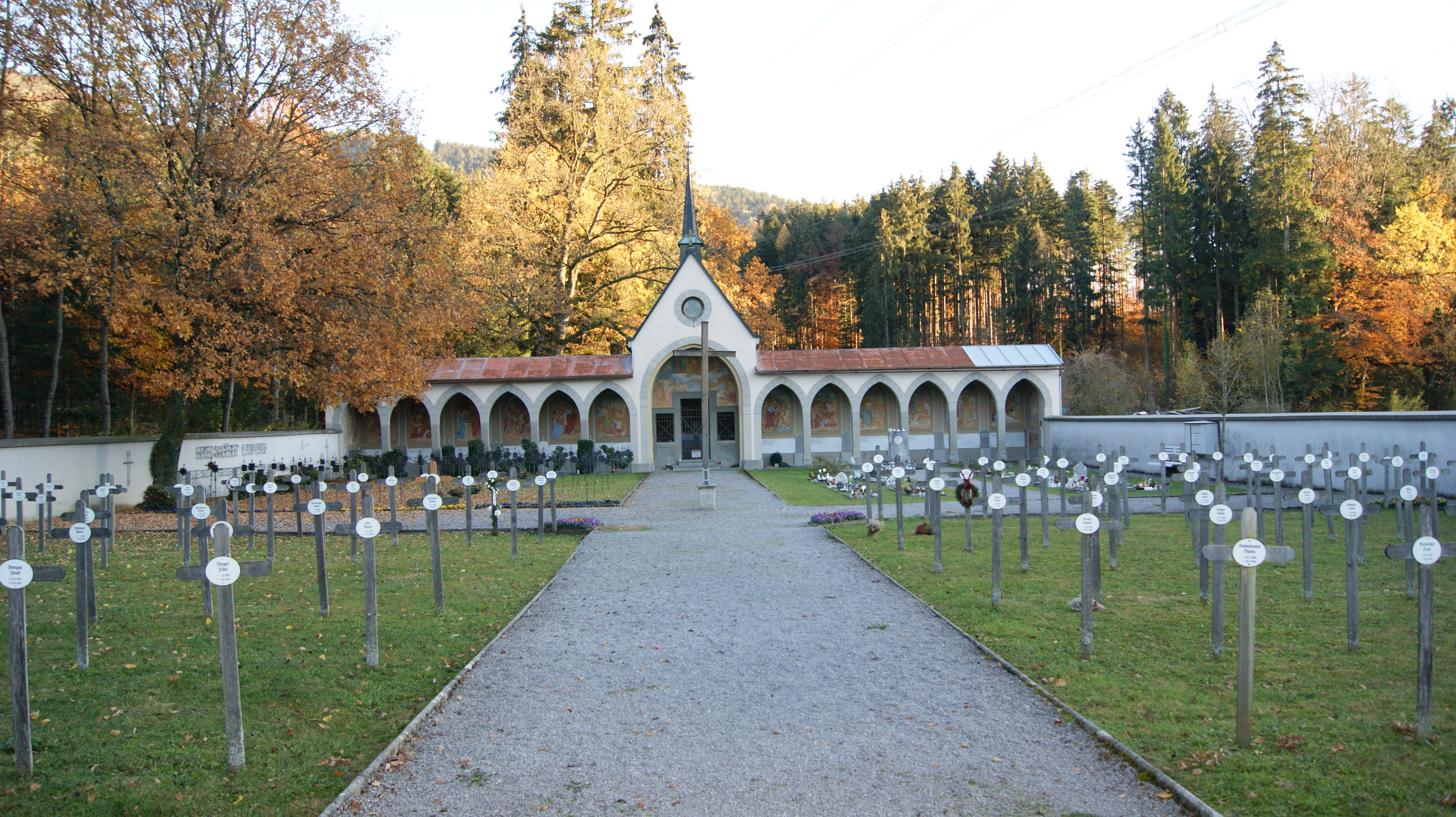
Friedhof Valduna vom Nord-West-Zugang

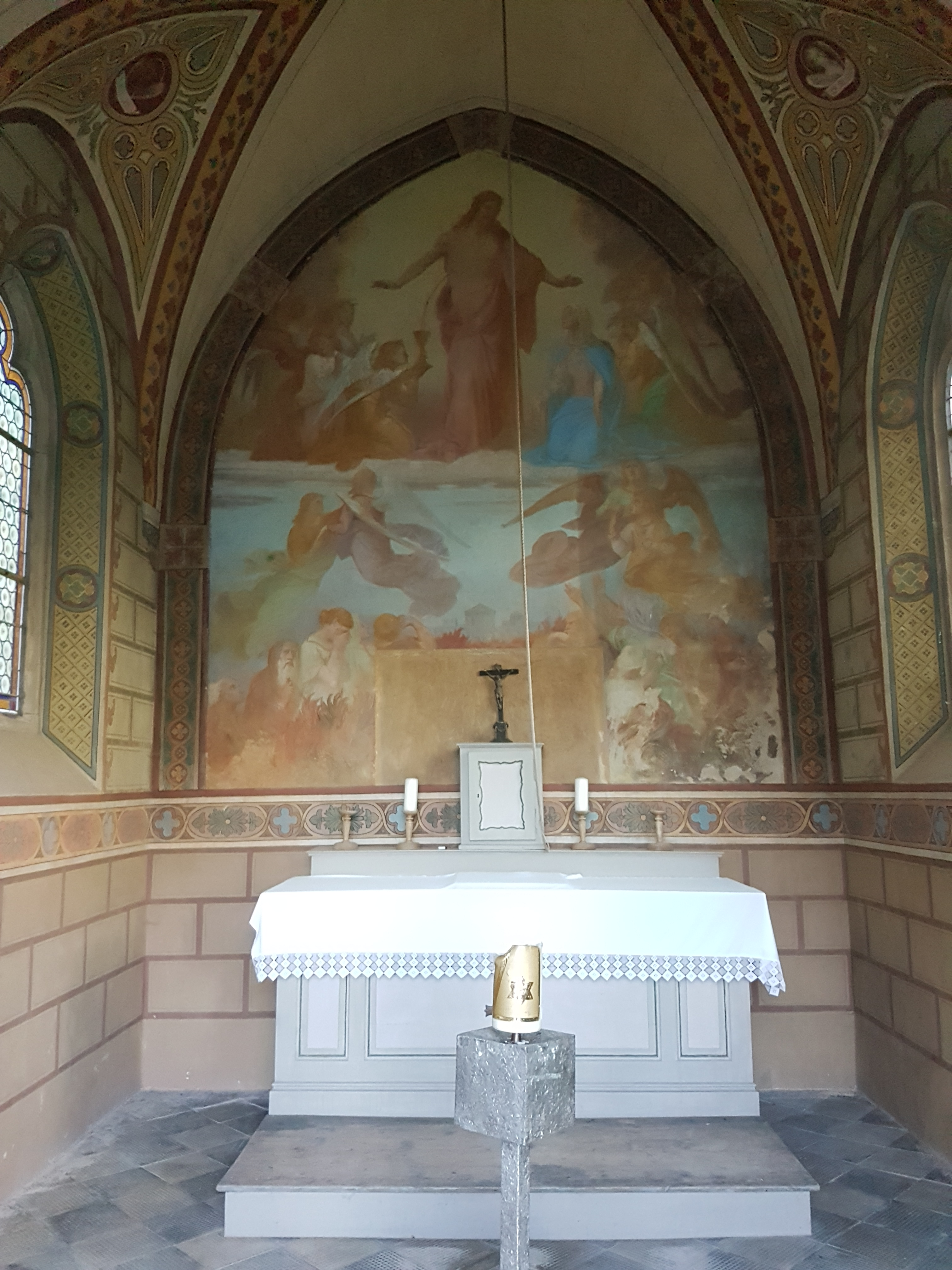
Kapelle

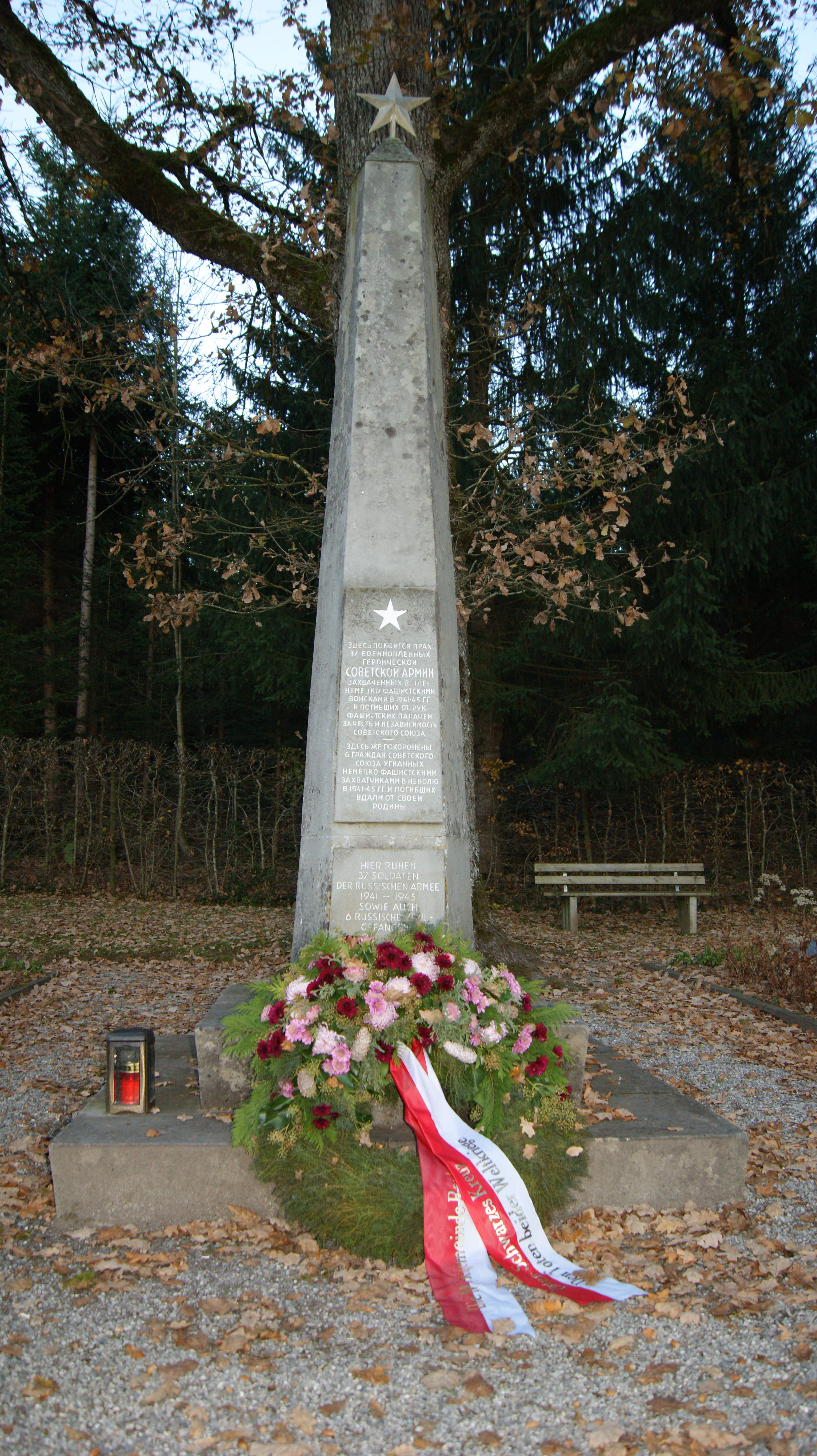
Obelisk mit Sowjetstern im russischen Teil des Friedhofs

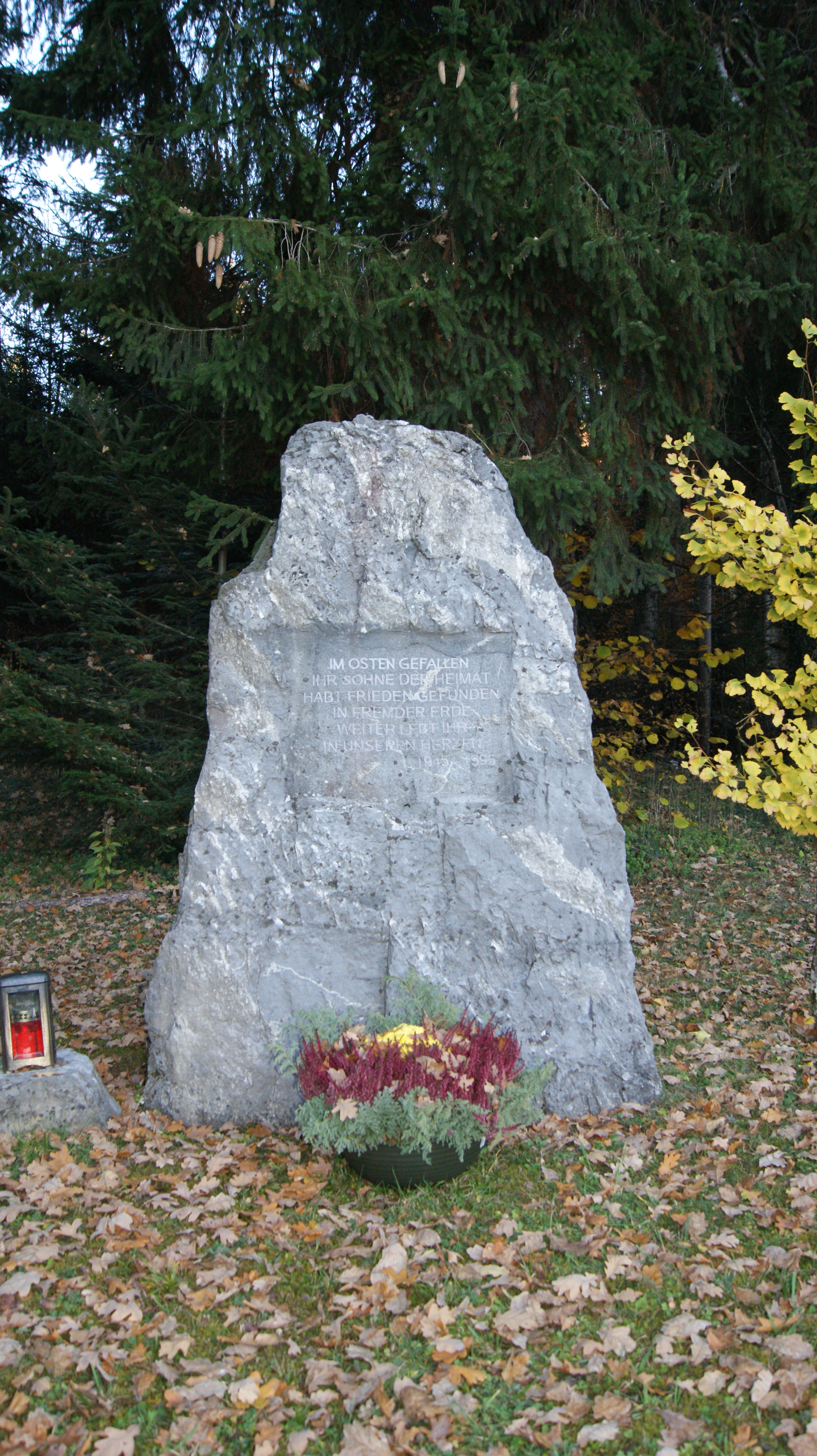
Gedenkstein für die in Russland verstorbenen Wehrmachtsangehörigen

Der Friedhof Valduna (auch: Valdunafriedhof) liegt in der Marktgemeinde Rankweil in Vorarlberg, Österreich. Er steht unter Denkmalschutz.

## Geschichte
Der Friedhof Valduna wurde 1876 angelegt, weil andere Friedhöfe in Rankweil zu klein geworden waren.
Anfang 1946 wurde von Jakob Ammann (Mitglied des Gemeindeausschusses von Rankweil) angeregt, dass bei den Gräbern der im Lazarett verstorbenen Russen Grabzeichen errichtet werde sollen. Mitte 1946 wurden in Anwesenheit russischer und französischer Offiziere diese Grabstätten eingeweiht.
Die Anlage wurde, mit Ausnahme des Teils für frühverstorbene Kinder, 1998 stillgelegt.

## Lage
Der Friedhof liegt im Flurstück Friedhof (520 m ü. A.), unterhalb der Parzelle Egaten, im Gemeindegebiet von Rankweil und ist etwa 500 Meter Luftlinie vom Landeskrankenhaus Rankweil entfernt bzw. 2 km vom Zentrum von Rankweil. Zum Ortszentrum der Gemeinde Übersaxen sind es etwa 1,5 km Luftlinie und nach Göfis etwa 2,5 km.
Etwa 20 Meter nordwestlich vor dem Friedhof führt das Egartabächle vorbei.

## Anlage
Die Nordwest-Südost-ausgerichtete Anlage hat eine Länge von etwa 100 Metern und eine Breite von etwa 30 Metern. Der Friedhof wird in der Mitte durch eine Kapelle mit Arkaden mit großen Darstellungen der Kreuzwegstationen in zwei Teile getrennt. Der Friedhof ist an zwei Seiten von Wald umgeben. Die Anlage wurde von Dombaumeister Friedrich von Schmidt aus Wien geplant und von Architekt Johann Caspar Wolff bis 1876 umgesetzt.

### Arkaden und Kreuzwegstationen
Unter den Arkaden, die sich links und rechts der Kapelle anschließen, finden sich Ruhestätten von geistlichen Schwestern, Seelsorgern und vereinzelt auch Mitarbeitern des Krankenhauses, die hier bis 1961 bestattet wurden.
Die im Stil des Historismus gehaltenen Kreuzwegstationen, je sieben auf jeder Seite, befinden sich an den Wänden der Spitzbogenarkaden. Sie sind denen, die Joseph von Führich (1800–1876) z. B. für die Kirche am St. Lorenzberg in Prag geschaffen hat, nachempfunden (Führich-Kreuzweg). Der Maler ist unbekannt, es wird vermutet, dass es sich um Johann Kärle oder Emmanuel Walch handeln könnte.

### Friedhof der ungeborenen Kinder
Seit 1973 finden hier Sammelbestattungen von ungeborenen Kindern statt, aktuell zweimal jährlich im Rahmen eines interreligiösen Gottesdienstes. 1999 wurde ein Gedenkstein errichtet und 2008–2009 erfolgte eine Neugestaltung der Grabstätten.

### Wehrmachtsfriedhof
Im vorderen Teil der Anlage befindet sich der Wehrmachtsfriedhof, in dem mehrere hundert Angehörige der deutschen Wehrmacht und deren Verbündeten begraben sein sollen. Es sind schmiedeeiserne Kreuze in 9 Reihen zu je 10 Kreuzen vorhanden, an denen sich jeweils ein bis zwei Namen befinden. Die Namenstafeln sind durchnummeriert von 1 bis 90. Der Großteil dieser Menschen starb an Tuberkulose. Dieser Teil wurde 1993 unter Leitung des Schwarzen Kreuzes saniert, dem auch die Pflege und Erhaltung obliegt.

### Russischer Teil
Der russische Teil der Anlage wurde für Soldaten und Kriegsgefangene der Roten Armee angelegt. Es sollen hier zwischen 24 und 43 Tote liegen. 1965 wurden 20 Tote aus anderen Friedhöfen in Vorarlberg exhumiert und hier beigesetzt. Es handelt sich dabei um die einzige geschlossene Friedhofsanlage für ehemalige Mitglieder der sowjetischen Streitkräfte in Vorarlberg. Die Pflege und Erhaltung erfolgt durch das Schwarze Kreuz. Am Anfang befindet sich ein vierkantiger Obelisk aus Stein auf einem Sockel, der von einem Sowjetstern bekrönt wird. Auch auf dem vorderen Teil der Anlage (Wehrmachtsfriedhof) befinden sich im Bereich der Soldatengräber solche von russischen Staatsbürgern.
Im Bereich des russischen Teils der Friedhofsanlage wurde 1996 ein Gedenkstein eingeweiht für die in Russland gestorbenen Wehrmachtsangehörigen.

## Jakobsweg
Am Friedhof Valduna führt der Jakobsweg von Einsiedeln (Schweiz) nach Landeck (Tirol) (Abschnitt: Bludenz – Satteins – Rankweil) vorbei.